# Droughtmaster
La droughtmaster est une race bovine australienne.

## Origine
C'est une race créée dans les années 1930 par croisement entre des taureaux zébu brahmane (Bos indicus) et des vaches européennes shorthorn (Bos taurus). D'autres races, notamment Hereford et devon, ont été utilisées depuis afin d'optimiser ses caractéristiques.
Elle a été créée pour optimiser les conditions de pâturage dans un environnement de prairies sèches pauvres en protéines du bush du Queensland, ainsi que pour lutter contre l'invasion de tiques qui a sévi au début du XXe siècle.

## Morphologie
Elle porte une robe unie rouge, allant du froment doré au rouge acajou.
La vache mesure environ 137 cm pour 695 kg et le taureau 168 cm pour une tonne.

## Aptitudes
C'est une race créée exclusivement pour la production de viande.
Créée au départ pour le bush du Queensland, son élevage a progressé en zone plus tempérée grâce à d'autres qualités comme la docilité, la viande rouge de qualité et peu grasse, la facilité de vêlage grâce à des veaux petits à la naissance mais qui grandissent vite.
Au début des années 2010, les effectifs tournent autour de 10 000 individus.